# 蘇陽五ヶ瀬道路
蘇陽五ヶ瀬道路（そようごかせどうろ）は、熊本県上益城郡山都町から宮崎県西臼杵郡五ヶ瀬町へ至る、国道218号のバイパスで、九州横断自動車道延岡線に並行する一般国道自動車専用道路である。

## 概要
- 起点 : 熊本県上益城郡山都町
- 終点 : 宮崎県西臼杵郡五ヶ瀬町
- 延長 : 7.9 km
- 規格 : 第1種第3級
- 設計速度 : 80 km/h
- 車線数 : 完成2車線

## インターチェンジなど
- 施設名欄の背景色が■である部分は施設が供用されていない、または完成していない事を示す。
- 未開通のIC/JCT名は仮称。

| 施設名                                                        | 接続路線名        | 起点から (km) | 備考   | 所在地         |
| ------------------------------------------------------------- | ----------------- | ------------- | ------ | -------------- |
| E77 九州中央自動車道 矢部清和道路 清和IC方面 （基本計画区間） |                   |               |        |                |
| 蘇陽IC                                                        | 国道265号         | 0.0           | 事業中 | 熊本県山都町   |
| 五ヶ瀬西IC                                                    | 国道218号（現道） |               | 事業中 | 宮崎県五ヶ瀬町 |
| 五ヶ瀬東IC                                                    | 国道218号（現道） | 7.9           | 事業中 | 宮崎県五ヶ瀬町 |
| E77 九州中央自動車道 五ヶ瀬高千穂道路（事業中区間）           |                   |               |        |                |

## 歴史
- 2020年（令和2年）- 蘇陽五ヶ瀬道路として事業着手[1]。
- 2023年（令和5年）
  - 11月3日 - 五ケ瀬西IC - 五ケ瀬東IC 着工[2]。
  - 11月26日 - 蘇陽IC - 五ヶ瀬西IC 着工[3]。